# Китайская история о призраках
«Китайская история о призраках» («Китайская история призраков», «История китайского призрака») — фильм ужасов с элементами фэнтези режиссёра Тони Чхина, вышедший 18 июля 1987 года.
Картина победила в 3 номинациях на 7-й Гонконгской кинопремии.

## Сюжет
Средневековый Китай. Молодой странствующий ученый-теолог Лин видит во сне себя с девушкой. В неподходящий момент на них нападает нечто, и он просыпается.
Утром Лин приходит в город, где сильны революционные настроения, вследствие чего активно практикуется розыск и отлов беглых преступников. Воины останавливают людей на улице и сверяют с портретами беглецов. Лин пытается найти ночлег, прикинувшись сборщиком податей, но хозяин раскрывает его и прогоняет. Люди предлагают ему храм Лан-Ро в качестве места, где можно бесплатно переночевать, и показывают дорогу. До места Лин добирается уже ночью. Храм оказывается заброшенным. У входа Лин видит двух сражающихся воинов. В какой-то момент герой случайно оказывается между ними. Тогда воины сообщают герою, что эта битва длится уже семь лет с перерывами, в разных местах. Победу неизменно одерживает один из них, а второй, бородач, после каждого поражения упорно преследует своего оппонента Ся-Ху. Бородач обвиняет врага в несобранности, в ответ получает обвинение в излишней эмоциональности. Лин пытается примирить их, используя «прописные истины», и тогда Ся-Ху убирает меч, сказав Лину, что сбит его импровизированной проповедью с боевого настроя, и уходит. Оставшийся бородач в грубой форме сообщает Лину, что это очень опасное место, от которого лучше держаться подальше, и неожиданно взлетает вверх и исчезает. Лин, несмотря на предупреждение, остается ночевать в храме. В открытое окно за ним наблюдает та самая девушка, которую он видел во сне в начале фильма. Потом она улетает по воздуху, закрыв окно.
Ся-Ху, перевязывает рану, полученную в битве с бородачом, намоченной в реке тряпкой. В той же реке умывается девушка. Увидев её, воин бежит за ней и догоняет и валит на землю.
Лин ложится спать. На своей подстилке он неожиданно обнаруживает пятно крови. В этот момент происходит резкое дуновение ветра, и на чердаке храма начинают шевелиться лежащие там многочисленные трупы. Нечто через рот проникает в тело Ся-Ху и превращает его в такой же труп. К убитому подбегает бородач, намеренный похоронить его достойно. Но труп оживает и пытается напасть на бывшего врага, и тот вонзает ему в голову иглу. Вспыхивает синий свет, труп отбрасывает назад, и бородач сжигает его, произнеся заклинание.
Покойники в храме видят Лина и начинают слежку за ним. Услышав подозрительный шум, герой оборачивается, и они прячутся в тень. Решив проверить чердак, Лин начинает забираться туда, но вдруг слышит музыку в окружающем храм лесу. Он идет на звук и видит все ту же девушку, играющую на лютне в беседке, которая говорит, что он зря пришёл в эти места. В это время из кустов выбегает бородач. Уронив Лина в реку, девушка сбегает, забыв лютню. Намеренный отдать инструмент, герой хватает его и бежит в лес. Бородач подбегает к беседке, видит, что там никого нет, и преследует Лина по деревьям. Лин натыкается на девушку, которая уверена, что он преследует её. С дерева спрыгивает бородач, и они оба убегают. По дороге девушка рассказывает о воине как об очень опасном человеке, разбойнике, намеренном убить её. Споткнувшись, оба падают рядом с коброй, которая немедленно атакует. Лин пытается затоптать змею ногами, затем подбрасывает её вверх. Девушка закрывает его собой и одновременно дует в сторону змеи, которая сразу завязывается в узел на ветке. Затем девушка рассказывает Лину, что бородач — монах из храма Лан-Ро. Монах выбегает из леса, и они продолжают бежать дальше. Лин предлагает девушке помощь: он отвлечет бородача, чтобы выиграть время для неё. Она соглашается и называет своё имя — Лип Сяо Цинь. Лин обещает прийти к ней следующей ночью и бежит навстречу монаху. Лип взлетает в воздух и приземляется на дереве, с которого наблюдает, как молодой человек пытается отвлечь монаха, изображая крики животных. Монах понимает, что это человек, и обнажает меч. Тогда Лип взлетает и, велев Лину бежать, нападает на монаха. Монах кидает в неё иглу наподобие той, с помощью которой он победил Ся-Ху, не заметив, что за битвой из кустов наблюдает кто-то третий. Из земли неожиданно вырастает длинная ветка, в которую вонзается игла. Ветка вспыхивает, и наблюдатель улетает по воздуху. Женский голос из леса дразнит монаха и объясняет, что все, кто погиб в этом лесу, погибли заслуженно. Монах одним дуновением задувает горящую ветку и обещает убить невидимую собеседницу. Решившись выбраться из кустов, Лин видит рядом кусок белой ткани с письмом от Сяо Цинь «у тебя золотое сердце, но нам лучше больше не видеться».
Живые мертвецы в храме начинают спускаться вниз. Вошедший Лин случайно опрокидывает лестницу, и все трупы проваливаются сквозь пол, проломив его. Закрыв дыру, Лин ложится спать. Утром в храм приходит монах и велит герою уходить, так как в этих местах водятся привидения. Лин случайно падает в дыру, в которой прячутся мертвецы, но монах вовремя вытаскивает его — покойники успевают только оторвать кусок рубахи. Позже Лин случайно роняет в дыру тушечницу и спускается за ней, придавив лестницей одного из покойников. Совершенно случайно отбросив подвернувшуюся доску, он сбивает с ног мертвых, намеренных напасть на него. Затем герой открывает окно, в помещение попадает солнечный свет, и трупы испаряются. Лин так ничего и не замечает. Отвернувшись от окна, он находит тушечницу в луже слизи, оставшейся от трупов.
В городе люди удивлены тому, что Лин провел ночь в храме Лан-Ро и выжил. Отвечая на вопросы толпы, герой видит проходящую по улице свадебную процессию, в которой в качестве невесты выступает Сяо Цинь. Когда процессия проходит, Лин идет в лавку живописи, где ранее видел портрет Сяо Цинь. Портрета в лавке не оказывается, хотя его никто не покупал.
Ночью Лин возвращается к беседке, но услышав шорох в лесу, убегает и вскоре видит большой дом, а в его окне — Сяо Цинь. Увидев героя, она закрывает окно. Тогда он забирается наверх по дереву. Поняв, что от избавиться Лина не удастся, она прячет его в воду, так как к её комнате подходит хозяйка дома, обладающая чутким обонянием. Хозяйка обвиняет Сяо Цинь в том, что та прячет живого человека, и избивает её плетью, после чего требует найти этого человека, угрожая уничтожить урну с прахом виновной, в результате чего от неё не останется даже призрака. Также хозяйка напоминает Сяо Цинь о помолвке с неким Чёрным Властелином, свадьба с которым состоится через три дня. Сестры наряжают её в подвенечное платье. В это время Лин на секунду выныривает, чтобы глотнуть воздуха, и хозяйка чует его. Чтобы отвлечь её, Сяо Цинь якобы случайно рвет платье. Затем она выставляет хозяйку и сестер из комнаты, объясняя это желанием принять ванну. Когда все уходят, она выгоняет Лина, пообещав прийти к нему в храм. Придя, она дарит Лину тот самый портрет, пропавший из городской лавки, и требует, чтобы он ушёл.
Утром в городе Лин видит объявление о розыске того самого монаха.
Вечером он собирается в дорогу и зовет с собой Сяо Цинь. Они признаются друг другу в любви, затем Сяо Цинь объясняет, что она не человек, и улетает, велев ему уйти вместе с монахом. Вскоре Лин натыкается на её сестер. Они намерены отдать его хозяйке, но на помощь приходит монах, который убивает одну из них. Сяо Цинь тоже оказывается рядом. Лин призывает её поехать с ним в город к судье и рассказать о новом преступлении бородача. Она отказывается и исчезает. Он едет в суд один. Там выясняется, что разыскиваемый преступник недавно пойман и просто похож на бородача (единственное отличие — у преступника есть шрам). За защиту от бородача судья требует больших денег. Бородача также приводят. Судья не верит в историю об убийстве и требует доказательств, спрашивает о месте преступления. Лин называет храм Лан-Ро, и в зале суда сразу гаснет огонь, начинает дуть сильный ветер, люди впадают в панику. Бородач втолковывает Лину, что убитая была привидением, как и все, кого он видел в том доме. Судья и его помощник смеются и прекращают следствие. Бородач сообщает, что в доме в лесу давно никто не живёт, там только кладбище. В доказательство он приводит героя на это место, и там действительно оказывается кладбище. Лин окончательно убеждается, что Сяо Цинь — призрак. Монах велит ему уехать из этих мест, но вскоре меняет решение. Он намерен использовать Лина в качестве приманки для призраков. Для защиты монах дает Лину колокольчик, чтобы можно было позвать на помощь, и «бриллиантовую сутру», отгоняющую призраков.
Ночью Сяо Цинь приходит. Она расстроена из-за того, что Лин больше не верит ей. Она убеждает его, что не все призраки — воплощение зла, и называет единственный способ спасти её от хозяйки — похоронить урну с её прахом на семейном кладбище. Лин предупреждает её, что монах хочет убить всех здешних призраков. В этот момент поднимается ветер, корни деревьев вылезают из земли, и герои пытаются сбежать, но храм опутывает длинный язык лесной хозяйки. Лин пытается отогнать хозяйку «бриллиантовой сутрой», но не получается. На помощь приходит Сяо Цинь, но хозяйка захватывает её, и он велит Лину бежать, не оглядываясь. Тем не менее, он оглядывается, и плащ Сяо Цинь, указывающий ему дорогу, пропадает. На Лина нападает лесная хозяйка, но его спасает подоспевший монах. Он прогоняет хозяйку с помощью меча добрых дел и берется за Сяо Цинь, которую ранит иглой. В это время возвращается хозяйка, и Лин, пользуясь тем, что монах отвлекся, спасает возлюбленную. Монах, захваченный хозяйкой, велит ему бежать. Хозяйка захватывает Лина щупальцами, но монах перерубает их, и она сбегает, взяв с собой Сяо Цинь.
Днем герои отправляются в часовню, где спрятан прах Сяо Цинь. Она выходит из урны со своим прахом. Дав им с Лином побыть наедине, бородач уходит. Вскоре он начинает слышать странные шорохи и понимает, что призраки готовы к нападению. Сяо Цинь неожиданно пропадает, и герои понимают, что её забрали. С помощью меча добрых дел они проникают в ад, где их ждет Чёрный Властелин со своей гвардией. Монах отдает Лину меч и отправляет его на помощь Сяо Цинь, а на себя берет гвардию Властелина. Лин освобождает возлюбленную и возвращает бородачу меч. Чёрный Властелин похищает души Лина и монаха, и Сяо Цинь, чтобы спасти их, пронзает злого духа мечом. Души героев возвращаются в тела, множество других душ также освобождаются. От поднявшегося ветра из-под одежды Лина вылетают листы с «бриллиантовой сутрой», которые облепляют Чёрного Властелина. Он испытывает боль. Монах добивает его мечом. Герои возвращаются на землю, где Сяо Цинь обретает покой. Лин с бородачом уезжают, поставив ей памятник.

## В ролях
- Лесли Чун — Лин, странствующий теолог;
- Джои Вон — Лип Сяо Цинь, девушка-призрак;
- У Ма[кит.] — монах-бородач, воин и экзорцист;
- Лам Вай — Ся-Ху, воин, давний антагонист бородача;
- Лау Сиумин[кит.] — лесная хозяйка, предводительница призраков в окрестностях храма Лан-Ро;
- Вон Чин[кит.] — городской судья;
- Дэвид Ву — секретарь суда;
- Хуан Ха[кит.] — хозяин гостиницы, отказавший Лину в ночлеге;
- Си Мэйи — торговец картинами.

## Факты
- Лесная хозяйка и Чёрный Властелин в китайской мифологии не фигурируют.
- Прототипом Чёрного Властелина, возможно, является Саурон из эпопеи Дж. Р. Р. Толкиена «Властелин колец», но явного сходства между ними не наблюдается.
- Бриллиантовая (она же алмазная) сутра существует, но к изгнанию злых духов не имеет никакого отношения. В ней описываются поведение и образ мыслей бодхисаттв. В фильме фигурирует её копия на санскрите, однако в III—IV веках сутра была переведена на китайский язык.
- Оружие, используемое бородачом в битвах с призраками, в китайской мифологии также не имеет реальных прототипов.